# Stefan Uroš I
Stefan Uroš I (Servisch: Стефан Урош I) (1220- 1 mei 1277) ook wel Uroš de Grote was koning van Raška, Montenegro, Herzegovina en alle Serven van 1243 tot 1276. Hij was de jongste zoon van Stefan Nemanjić.
Zijn beide oudere broers, Stefan Radoslav en Stefan Vladislav, werden door de Servische Rijksvergadering afgezet als koning. Uroš toonde zich tijdens zijn koningschap een veel beter heerser dan zijn broers. Zo verzoende hij Bulgarije in 1254 met de Republiek Dubrovnik (Ragusa) en Hongarije, voerde hij oorlog tegen het Byzantijnse Rijk, veroverde hij delen van Macedonië, beperkte hij de inmengingen van de paus in zijn rijk, en bewerkstelligde hij de eenheid van zijn rijk.
Onder zijn heerschappij bloeide de ertsontginning, die een grote stimulans werd voor de Servische economie: Servië voorzag namelijk in een derde van de Europese zilvermarkt. Voor het ontginnen van de ertsen deed Uroš beroep op Saksische mijnwerkers. Zij genoten bijzondere voorrechten in Servië. De economische betekenis van de ertsontginning zorgde ervoor dat Servië een zeer populair gebied werd in Zuid-Europa.
Uroš was gehuwd met Jelena (Hélène) van Anjou. Door een verwonding in een veldtocht tegen Hongarije moest Uroš in zijn koningschap bijgestaan worden door zijn oudste zoon Stefan Dragutin. Later trok Uroš zich als een monnik terug in het klooster van Sopoćani, waar hij in 1277 stierf.